# Anna Boada i Peiró
Anna Boada Peiró (Barcelona, 30 de desembre de 1992) és una remera catalana.
Membre del Club Esportiu Olímpic Barcelona, va competir internacional en la prova W2 de dos sense timoner fent parella amb Aina Cid. Va participar en els Campionat del Món de 2015, 2017 i 2018, aconseguint la medalla de bronze, que va ser la primera medalla femenina en una disciplina olímpica del rem espanyol. També va disputar la final als Jocs Olímpics de Rio 2016 a la mateixa disciplina, aconseguint el sisè lloc i diploma olímpic. El març de 2019 va anunciar la seva retirada de la competició a causa de patir una forta depressió.

## Palmarès
- 6è lloc al Jocs Olímpics de Rio 2016 en dos sense timoner
- 1 medalla d'argent al Campionat del Món en dos sense timoner: 2018